# デイヴィ・チェイス
デイヴィ・チェイス  (Daveigh Elizabeth Chase、 本名：Daveigh Elizabeth Schwallier、1990年7月24日 - )はアメリカ合衆国の俳優・声優・歌手。
俳優としての代表作は『ザ・リング』（サマラ・モーガン）。声優としての代表作は「リロ&スティッチ」シリーズ（リロ）。
2016年以降の活動については不明で、現在は休業あるいは引退しているものとみられる。

## 経歴・人物

### 幼少期
ネバダ州ラスベガスにてDaveigh (発音："Duh-Vay") Elizabeth Chase-Schwallierという名前で生まれたが、母Cathy Chaseが夫であるJohn Schwallierと離婚したため、Daveigh Elizabeth Chaseという名前になり、長い間オレゴン州オールバニで過ごした後、デイヴィー本人が俳優業に従事するためにカリフォルニア州ロサンゼルスに移った。弟にCadeがいる。
4歳の時に見た『バーニー&フレンズ』のビデオなどがきっかけで、幼いころから俳優を夢見、地元のイベントや番組に出演して歌や踊りを披露していた。
彼女の母親がLittle Miss America Pageantに応募させた際、歌唱部門で受賞した。そのことを受けて、7歳の時テレビコマーシャル専門の芸能事務所と契約し、キャンベル・スープ・カンパニーのCMに出演。
1998年、末日聖徒イエス・キリスト教会のミュージカル作品Utah!に出演した。

### 俳優・声優として
2002年ディズニーの長編映画『リロ・アンド・スティッチ』でヒロインのリロを演じたことで注目が集まり、アニー賞を受賞。 2003年にはテレビシリーズも放映され、その後も続編やスピンオフも制作された。
2001年、『千と千尋の神隠し』で千尋を演じ、翌年その映画はアカデミー長編アニメ映画賞を受賞。なお、この年『リロ・アンド・スティッチ』もアカデミー賞にノミネートされていた。
2002年公開の『ザ・リング』で重要人物サマラ・モーガンを演じ、翌年のMTVムービー・アワードで彼女は最優秀悪役賞に輝いた。ちなみに、2005年公開の続編ではケリー・ステイブルズにバトンタッチ、デイヴィは前作の映像を使ったため、クレジットされている。
このほかにも2000年から2005年までに出演した作品には、2001年公開のカルト映画 『ドニー・ダーコ』、『I Love オリバー』（2003–2004、オリバーの恋人ジョイス）、『ラッツ』 (2002), Carolina (2003), R.L. Stine's Haunted Lighthouse (2003、幽霊のアナベル) 、『ベートーベン5』(2003)などがある。
『ドニー・ダーコ』ではドニーの妹サマンサを演じ、続編でも同じ役を演じることになる。ドニー・ダーコから7年後の世界を描いた続編は、18歳になった彼女が親友であるコーリーとともにロサンゼルスへ、ロードトリップに行った際おぞましい光景に苦しめられるという内容である。
また、Touched By An Angel,『チャームド』,『ER緊急救命室』, Family Law, 『ザ・プラクティス ボストン弁護士ファイル』にもゲスト出演した。
2006年、HBOのテレビドラマ『ビッグ・ラブ』でRhonda Volmerを演じた。このキャラクターは、ハリー・ディーン・スタントン演じる預言者ローマン・グラントと結婚してしまう少女で、2007年に放送された第2シーズンにも出演した。また、この年にPBS Kids で放送された番組 Betsy's Kindergarten Adventuresでも主役を務めた。
その後も様々な映画やテレビドラマに出演したが、2016年以降の活動については不明であり、現在は休業あるいは引退しているものとみられる。

### 歌手として
1999年、チェイスはリーバ・マッキンタイアのオープニングアクトに参加として結成された小さなバンドのヴォーカリストを務めた。その後、スティーヴン・スピルバーグから、映画『A.I.』で "God Bless America" を歌うように頼まれ引き受けるが、最終版で歌唱シーンがカットされてしまった。
"Schools Out Christmas"というアルバムで "Holly Jolly Christmas" という歌を歌った。
また、『I Love オリバー』の "Oliver & Others"という回でも "Tossin & Turnin" を歌い、Big Loveでもドナ・ファーゴの "The Happiest Girl In the Whole USA"をカバーした "The Happiest Girl"など、複数の回で歌った。

### その他
2017年11月28日、ロサンゼルスで盗難車を乗り回していたとして警察に逮捕された。実際に運転していたのは別人であったが、共に収監された。